# قائمة سجون البحرين
السجون في البحرين وهي سجون مملوكة وتدار من قبل الدولة، ومن قبل 3 جهات حكومية، وهي جهاز الأمن الوطني وقوة دفاع البحرين ووزارة الداخلية. ويشرف على إدارة السجون السلطات القضائية وكذلك النيابة العامة. ويوجد 20 سجن في البلاد أربعة منها رئيسية وواحد للنساء، والسجون الرئيسية هي: سجن القرين (الذي يديره قوة دفاع البحرين) ومركز التوقيف الحوض الجاف وسجن جو ومركز مدينة عيسى للتوقيف للنساء (الذي يديره وزارة الداخلية).

## احتجاز الأحداث
حتى أواخر عام 2011 فقد كان الأطفال أكبر من 15 سنة وأصغر من 18 سنة تتم محاكمتهم في محكمة جنائية وليس في محكمة الأحداث. في عام 2001 أوصى الفريق العامل المعني بالاحتجاز التعسفي أن جميع مراكز احتجاز الأحداث التي تديرها وزارة الداخلية يجب أن تنقل إلى تحت سلطة وزارة التنمية الاجتماعية. اعتبارا من عام 2010 هذه التوصية لم تنفذ رغم قرار مجلس الوزراء للنقل في 4 ديسمبر 2005. في عام 2011 تم محاكمة بعض الأطفال أمام المحاكم العسكرية.
خلال الحملات الأمنية التي استهدفت الناشطين في مجال الحقوق السياسية وحقوق الإنسان في أغسطس عام 2010 ألقي القبص على 76 طفلا من بينهم طفل يبلغ من العمر 10 سنوات. في المجموع اعتقل 355 شخص ويمثل الأطفال منهم 21%. قال مركز البحرين لحقوق الإنسان أن جهاز الأمن الوطني كان وراء معظم هذه الاعتقالات والاعتداءات الجسدية المستمرة على الأطفال. زعمت السلطات أن الأطفال المعتقلين اعتقلوا في احتجاجات سياسية مثل حرق الاطارات. الأطفال المحتجزين في مراكز الاحتجاز مع السجناء البالغين يحاكمون بتهم جنائية مثل توزيع المخدرات غير المشروعة. أفاد محامون أن بعض الأطفال قد عانوا من الضرب وأظهروا علامات التعذيب واشتكى طفلان من سوء المعاملة أثناء المحاكمة.
وثقت مركز البحرين 188 حالة اعتقال لأطفال خلال احتجاجات عام 2011 التي وصفت بأنها غير قانونية والعديد من هذه الحالات تندرج تحت مسمى الاغتصاب أو الاختطاف. أغلبهم ذكروا سوء المعاملة أثناء الاحتجاز وتم نقل بعضهم إلى المستشفيات بعد اعتقالهم وكانت علامات التعذيب واضحة عليهم. زعم أنهم يعذبون نفسيا واثنان منهم تعرضوا للاعتداء الجنسي.

## السجناء السياسيون
أفاد مركز البحرين لحقوق الإنسان بأن 500 شخص كانوا سجناء رأي اعتبارا من 22 نوفمبر 2011 مما يجعل من البحرين البلد الأعلى عالميا في نصيب السجناء السياسيين. يدعم هذا الادعاء التشريعات التي تنص على الحكم بالسجن لمن يدعو لقلب أو تغيير نظام الحكم أو يحرض باستخدام إحدى الطرق المنشورة لزيادة كراهية النظام الحاكم أو الازدراء به.

## المعاملة السيئة
خلال الفترة من 1975 إلى 1999 المعروفة باسم عصر قانون أمن الدولة كثيرا ما كان يتم استخدام التعذيب من قبل الحكومة البحرينية الذي أسفر عن مقتل 17 شخصا. بعدما تولى حمد بن عيسى بن سلمان آل خليفة الحكم على إثر وفاة والده في عام 1999 انخفضت تقارير التعذيب بشكل كبير وتحسنت ظروف الاحتجاز. ومع ذلك فقد أعطى المرسوم الملكي 56 لسنة 2002 حصانة فعالة لجميع المتهمين بالتعذيب خلال الانتفاضة التسعينية أبرزهم إيان هندرسون وعادل فليفل. في نهاية عام 2007 عاد استخدام التعذيب مرة أخرى وبحلول عام 2010 أصبح استخدام التعذيب اعتياديا.

### احتجاجات عام 2011

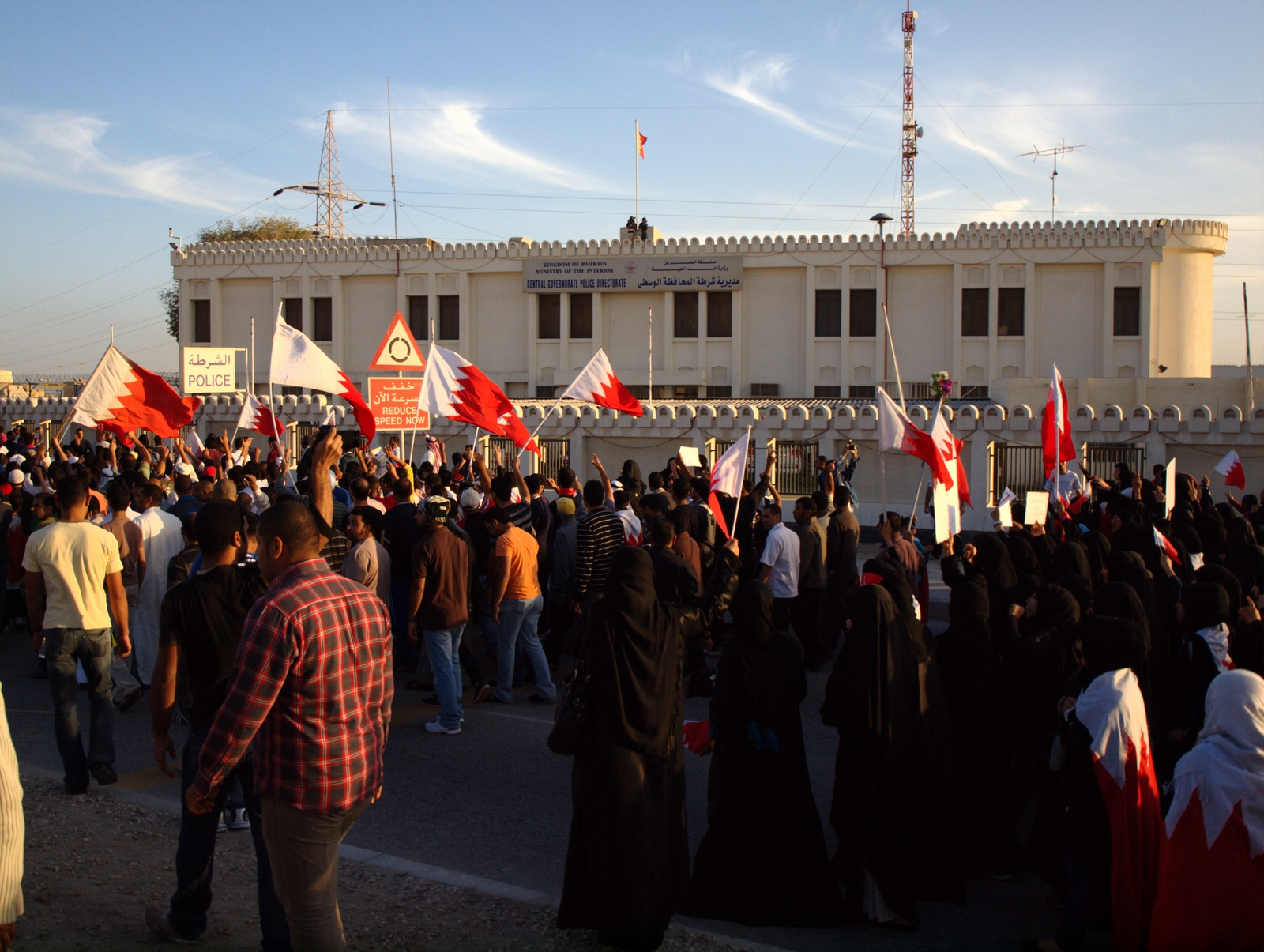
المئات في مسيرة قريبة من مركز شرطة مديرية الوسطى في مارس عام 2011.

وصف التعذيب خلال احتجاجات عام 2011 في العديد من تقارير حقوق الإنسان بأنه واسع النطاق ومنهجي. 64٪ من هؤلاء المعتقلين البالغ عددهم 1866 شخص تعرضوا للتعذيب. قتل خمسة على الأقل من المعتقلين نتيجة لذلك. خلال الاحتجاجات تم استجواب المعتقلين من قبل ثلاث وكالات حكومية وهي وزارة الداخلية وجهاز الأمن الوطني وقوة دفاع البحرين. وفقا لتقرير اللجنة البحرينية المستقلة لتقصي الحقائق فإن الانتهاكات الجسدية والنفسية من قبل جهاز الأمن الوطني ووزارة الداخلية كانت على أساس منتظم وفي كثير من الحالات وصلت إلى حد التعذيب. يصف التقرير أن الاستخدام المنتظم لتقنيات مماثلة لتلك المستخدمة خلال قمع الانتفاضة التسعينية والتي تدل على مشكلة منهجية والتي لا يمكن معالجتها إلا على المستوى المنهجي.
أساليب سوء المعاملة المحددة كانت سائدة في بعض السجون. كانت يتم إجبار المعتقلين على التبول على أنفسهم نتيجة حرمانهم من المراحيض والأكثر شيوعا في سجن العدلية وأسري. كان الحرمان من النوم أيضا الأكثر شيوعا في هذان السجنان. في سجن القرين العسكري يتم وضع القادة السياسيين في الحبس الانفرادي الذي يستخدم بشكل مفرط وأفيد أن الأوضاع تحسنت وتوقفت سوء المعاملة بعد 10 يونيو 2011 خلافا عن السجون الأخرى.

### نفي الحكومة
نفت السلطات البحرينية في البداية جميع مزاعم التعذيب. قال مسؤول من وزارة التنمية الاجتماعية لمنظمة حقوق الإنسان أولا أنه لا يوجد أحد تعرض للتعذيب في البحرين وأضاف أن كل شخص تم القبض عليه كان من خلال مذكرة اعتقال بوثائق صحيحة ولا يوجد أحد اعتقل من قبل رجال ملثمين.
بعد ذلك زعموا أنهم أجروا تحقيق فيما زعم أنه حالات فردية. قال عبد العزيز بن مبارك مدير هيئة شئون الإعلام لوسائل الإعلام البحرينية وقناة إيه بي سي نيوز أن الحوادث الفردية تأخذ على محمل الجد والتحقيق وأن أي تعذيب يحدث فهو غير مرخص به مشيرا إلى أن خمسة من حراس السجن قد اعتقلوا لوفاة معتقل. ومع ذلك أفرج عن الخمسة المتهمين بالتعذيب في وقت لاحق.

## الهروب
في 14 مارس 2011 تمكن مجموعة من السجناء يقدر عددهم ب109 من الفرار من سجن الحوض الجاف. حاول بعضهم الهرب عن طريق البحر والبعض الآخر عن طريق حافلة صغيرة واختبأ آخرون في المباني المجاورة. ومع ذلك فقد تم إلقاء القبض على معظم الفارين في اليوم نفسه.
في 8 مايو 2012 أعلنت وزارة الداخلية أن السجين رضا الغسرة (25 سنة) الذي اعتقل لأنشطة متصلة بالاحتجاجات هرب من سجن الحوض الجاف. تم استجواب عائلته وعائلات أخرى كانوا يزورونه من قبل الشرطة لعدة ساعات.

## قائمة السجون
تتم إدارة كافة السجون من قبل وزارة الداخلية باستثناء سجنان اثنان فقط:
1. سجن العدلية (مديرية التحقيقات الجنائية والأدلة الجنائية).
2. سجن الحد.
3. مركز شرطة النعيم.
4. مركز شرطة القضيبية.
5. سجن القرين العسكري (يديره قوة دفاع البحرين).
6. مركز شرطة الرفاع.
7. مركز شرطة الوسطى.
8. سجن أسري.
9. مركز شرطة البديع.
10. مركز الاحتجاز الحوض الجاف.
11. مركز شرطة المعارض.
12. مركز شرطة مدينة حمد (دوار 17).
13. مركز شرطة الحورة.
14. مركز الاحتجاز مدينة عيسى النسائي.
15. سجن جو.
16. مركز شرطة النبيه صالح.
17. مقر جهاز الأمن الوطني (الطابق السفلي) في القلعة.
18. مركز شرطة سماهيج.
19. مركز شرطة سترة.
20. مركز شرطة أم الحصم.
21. مركز شرطة الغريفة.